# Riasten
Riasten je jezero u općini Holtålen u okrugu Trøndelag u Norveškoj. Površina jezera je 5.12 km2, Jezero se nalazi blizu općinske granice sa susjednim općinama Tydal i Røros, oko 25 km istočno od sela Renbygda. Jezero se nalazi oko 15 km zapadno od granice sa Švedskom.